# Hronské Kľačany
Hronské Kľačany (em húngaro: Garamkelecsény) é um município da Eslováquia, situado no distrito de Levice, na região de Nitra. Tem 7,88 km² de área e sua população em 2018 foi estimada em 1.417 habitantes.

## Demografia
| Ano:        | 1994 | 2004   | 2014   | 2024   |
| ----------- | ---- | ------ | ------ | ------ |
| Broj ljudi: | 1495 | 1438   | 1451   | 1400   |
| Razlika:    |      | -3,81% | +0,90% | -3,51% |

| Ano:               | 2023 | 2024   |
| ------------------ | ---- | ------ |
| Número de pessoas: | 1394 | 1400   |
| Diferença:         |      | +0,43% |